# كرون (كورنوال)
كرون (بالإنجليزية: Crowan)‏ هي قرية و أبرشية مدنية تقع في المملكة المتحدة في إنجلترا. يقدر عدد سكانها بـ 2,454 نسمة .